# Катастрофа Robinson R66 над Телецким озером
Катастрофа Robinson R66 над Телецким озером — авиационное происшествие 12 февраля 2017 года в районе Телецкого озера (Турочакский район Республики Алтай).
Находившиеся на борту Robinson R66 5 человек, в том числе бывший вице-премьер правительства Республики Алтай Анатолий Банных, объявлены пропавшими без вести. Происшествие вызвало широкий резонанс в российских СМИ. В первую очередь, это было связано с личностью Банных, который в 2009 году выжил в результате другой резонансной катастрофы вертолёта Ми-171, произошедшей в Алтайских горах во время охоты пассажиров вертолёта на архаров (в результате которой погиб полномочный представитель Президента РФ в Госдуме Александр Косопкин).
Вертолёт не обнаружен, из пассажиров найдено только тело Елены Ракитской, поисковые работы приостановлены, пассажиры признаны погибшими.

## Экипаж и пассажиры
На борту вертолёта находились пять человек. Практически всех объединял вертолётный бизнес.
- Дмитрий Александрович Ракитский — шеф-пилот Heliport Istra, один из опытнейших российских пилотов-вертолетчиков. Впервые испытал вертолёт Robinson R66 в условиях Северного полюса, совершил кругосветное путешествие на данном типе вертолёта и занесён в Книгу рекордов России[11][12].
- Елена Ракитская — супруга пилота.
- Анатолий Николаевич Банных — предприниматель, бывший вице-премьер Республики Алтай.
- Мария Козинцева — заместитель гендиректора Heliport Moscow.
- Глеб Вореводин — парашютист, бейсджампер.

Найдено и опознано тело только Елены Ракитской.

## Хронология событий
Сотрудник Алтайского биосферного заповедника Сергей Усик рассказал, что 12 февраля 2017 года Robinson R-66 летел со стороны Хакасии и направлялся на базу «Самыш». По словам очевидца, из-за непогоды пилот решил приземлиться на кордоне Кокши и оценить обстановку. Одна из пассажирок настаивала на продолжении полёта. Бизнесмен Анатолий Банных был против вылета и предлагал переночевать в Кокши, но пилот согласился продолжить полёт.
Около 20:15 вертолёт поднялся в воздух и полетел с включённым прожектором примерно 800 метров на запад, далее развернулся и вернулся обратно. Затем вертолёт снова развернулся на запад, начав резко снижаться на расстоянии около 1 км от берега. Очевидец услышал шлепок об воду и увидел, что прожектор погас. По его свидетельству, это произошло около 20:20, спустя 5 минут после вылета. Усик сообщил о ЧП руководству заповедника и правоохранительным органам. В тот вечер из-за непогоды к месту крушения отправить лодку не получилось.
Начавшейся утром 13 февраля поисковой операции помешал густой туман и снегопад над озером. В предполагаемом месте падения из-за сильных ветров образуется эффект аэродинамической трубы с завихрениями воздуха, что препятствует выезду туда на лодке. У кордона Кокши Алтайского заповедника спасатели обустроили временный лагерь с вертолётной площадкой. По данным МЧС, к поискам вертолёта привлекли порядка 250 человек и более 40 единиц техники. В район поиска доставлено судно на воздушной подушке из Новосибирской области, к вылету приготовили 4 вертолёта (МЧС России, Росавиации и частной авиакомпании), а из Иркутска доставили телеуправляемый подводный аппарат «Фалькон».
В первый день поисков примерно в 2 км от места предполагаемого падения вертолета был обнаружен труп пассажирки разбившегося вертолёта. Тело не удалось опознать на месте. В течение последующих дней поисковые работы несколько раз прекращались из-за плохой погоды — сильного ветра и высокой волны. 15 февраля представители МЧС заявили об обнаружении чехлов от винтов, фалов, кресла пилота, двигателя и элементов крепежа в 16 километрах южнее от кордона Кокши. Тем же вечером на расстоянии 21 км южнее кордона Кокши спасатели нашли лопасть вертолёта.
20 февраля 2017 года было опознано обнаруженное ранее тело женщины. Погибшей оказалась супруга пилота Елена Ракитская.
21 февраля 2017 года спасатели задействовали для поиска вертолёта подводных роботов.
За время поисковой операции район предполагаемого крушения был обследован полностью. Спасатели и добровольцы осмотрели 10,5 км береговой линии. С применением маломерных судов — 24 км акватории вдоль берегов. С помощью авиатехники обследовано 210 кв км территории. Водолазы обследовали 10 тыс. м² на глубине до 30 м. Крупных объектов обнаружить не удалось. 26 февраля 2017 года поиски вертолёта были приостановлены до апреля из-за сезона штормов на Телецком озере, когда навигация на нём запрещена, а нахождение людей опасно.
В июле 2017 года на совместном совещании Росавиации, правительства Республики Алтай и МЧС решено не возобновлять поиски вертолёта по причине «нецелесообразности».

## Расследование
По факту крушения вертолёта было возбуждено уголовное дело по признакам преступления, предусмотренного ч. 3 ст. 263 УК РФ «нарушение правил безопасности движения воздушного транспорта, повлекшее по неосторожности смерть двух или более лиц».
Следователи рассматривали три основные версии происшествия: неисправность воздушного судна, ошибка пилотирования и неблагоприятные погодные условия. По версии журналистов, выпущенный в 2013 году вертолёт был исправен, а потерять управляемость он мог из-за попадания в снежный заряд.
По словам директора программы WWF России по сохранению биоразнообразия Владимира Кревера, пилот вертолёта грубо нарушил законодательство о запрете нахождения на территории Алтайского биосферного заповедника. Руководство заповедника могло разрешить такой полёт, если бы он был необходим для обеспечения жизнедеятельности особо охраняемой природной территории, но подобного разрешения вертолёт не получал.
Руководитель заповедника Игорь Калмыков слова Владимира Кревера об отсутствии разрешения не подтвердил и не опроверг.
Вертолёт принадлежал НП «Аэроклуб Алтай Авиа». При этом он базировался на площадке «Карасук», принадлежащей ООО «АлтайАвиа». Компания была аффилирована с родственником Анатолия Банных.
3 марта 2017 года на сайте Росавиации было опубликовано заявление о прекращении поисков, которое в нарушение правил ПРАПИ содержало информацию о возможных причинах катастрофы. Так, пилот имел просроченное медицинское заключение, полёт проходил над водами Телецкого озера, тогда как полёты над водной поверхностью без установленных поплавков запрещены. Вертолёт осуществлял полёт в районе заповедника, где полёты ограничены, а экипаж не уведомил органы управления воздушным движением о намерении выполнять полёт над заповедником и акваторией озера.
7 марта 2017 года общественная организация АОПА России опубликовала заявление с правовой оценкой информации, размещённой ранее Росавиацией. В частности, там сообщается, что согласно Правилам расследования авиационных происшествий (ПРАПИ) делать заявления во время расследования может только комиссия МАК, а также даны пояснения по остальным пунктам заявления Росавиации; срока действия медицинского заключения, необходимости поплавков, а также отсутствия уведомления об использовании ВП и отсутствии разрешения органа, в интересах которого организована зона ограничения полётов.
7 апреля 2017 года, по данным Западно-Сибирского следственного управления на транспорте СК РФ, экспертизой было установлено, что вертолёт был заправлен качественным топливом, основными версиями крушения остаются ошибка пилотирования либо техническая неисправность.
23 мая 2017 года был опубликован промежуточный отчёт МАК, в котором все находящиеся на борту были официально названы погибшими. Эксперты установили, что вертолёт поднялся над Телецким озером в плохую погоду и тёмное время суток из-за желания одного из пассажиров ночевать в «комфортных условиях». Полёт в запретной зоне выполнялся без разрешения лиц, в интересах которых установлена эта зона.

Долетев до береговой черты Телецкого озера и столкнувшись с метеоусловиями, не позволявшими продолжить полёт по правилам визуальных полётов, командир воздушного судна принял решение на выполнение вынужденной посадки на кордон Кокши, так как там было обогреваемое жилье и связь.
Пилот и старший группы попросили егеря разрешить им переждать непогоду на кордоне. Группа находилась в доме около часа. Погодные условия не изменились, но стало совсем темно. Старший группы предлагал остаться ночевать на кордоне, но один из пассажиров настаивал на полете. Командир вышел на улицу, оценил метеоусловия и сказал, что можно лететь. Около 19:35 по местному времени командир произвел взлёт для перелёта в Самыш. <…> По свидетельству очевидца, видимость была очень плохая, дул сильный северный ветер, около 10 м/с, температура воздуха минус 12 °C, воды 1,2 °C. Полёт выполнялся до восхода луны. Была сплошная высоко-кучевая облачность. На предполагаемой линии пути световые ориентиры отсутствовали.
После взлёта командир выполнил набор высоты с правым разворотом по спирали. После пролёта кордона ещё раз выполнил правый разворот и продолжил полёт в северо-западном направлении. Около 19:40, со слов очевидца, произошло столкновение вертолёта с водной поверхностью на удалении около 1 км от места взлёта. После столкновения вертолёт затонул.
— Предварительный отчёт МАК